# Stilbia syriaca
Stilbia syriaca là một loài bướm đêm trong họ Noctuidae.